# Valentin Dah
Valentin Dah (ur. 24 lutego 1985 w Wagadugu) – piłkarz z Burkiny Faso występujący na pozycji napastnika. Swoją karierę zaczął we francuskim Montpellier HSC, by następnie powrócić do ojczyzny i związać się z Santosem. W 2006 roku przybył do Polski i od tego czasu reprezentował barwy m.in. Zawiszy Bydgoszcz. Były reprezentant Burkina Faso.